# Lista de porta-bandeiras de Portugal nos Jogos Olímpicos
Esta é uma lista dos porta-bandeiras que representaram Portugal nos Jogos Olímpicos.
Os porta-bandeiras são os atletas que carregam a bandeira de seu país na cerimónia de abertura e encerramento dos Jogos Olímpicos. Os porta-bandeiras desconhecidos não estão incluídos:
| #  | Ano  | Estação | Porta-estandarte                 | Modalidade          |
| -- | ---- | ------- | -------------------------------- | ------------------- |
| 34 | 2022 | Inverno | Ricardo Brancal                  | Esqui alpino        |
| 34 | 2022 | Inverno | Vanina Guerillot                 | Esqui alpino        |
| 33 | 2020 | Verão   | Nelson Évora                     | Atletismo           |
| 33 | 2020 | Verão   | Telma Monteiro                   | Judô                |
| 32 | 2018 | Inverno | Kequyen Lam                      | Esqui cross-country |
| 31 | 2016 | Verão   | João Rodrigues                   | Vela                |
| 30 | 2014 | Inverno | Arthur Hanse                     | Esqui alpino        |
| 29 | 2012 | Verão   | Telma Monteiro                   | Judo                |
| 28 | 2010 | Inverno | Danny Silva                      | Esqui cross-country |
| 27 | 2008 | Verão   | Nelson Évora                     | Atletismo           |
| 26 | 2006 | Inverno | Danny Silva                      | Esqui cross-country |
| 25 | 2004 | Verão   | Nuno Delgado                     | Judo                |
| 24 | 2000 | Verão   | Miguel Maia                      | Voleibol de praia   |
| 23 | 1998 | Inverno | Mafalda Pereira                  | Esqui estilo livre  |
| 22 | 1996 | Verão   | Fernanda Ribeiro                 | Atletismo           |
| 21 | 1994 | Inverno | Georges Mendes                   | Esqui alpino        |
| 20 | 1992 | Verão   | Filipa Cavalleri                 | Judo                |
| 19 | 1988 | Verão   | João Rebelo                      | Tiro                |
| 18 | 1988 | Inverno | António Reis                     | Bobsleigh           |
| 17 | 1984 | Verão   | António Roquete                  | Judo                |
| 16 | 1980 | Verão   | Esbela da Fonseca                | Ginástica           |
| 15 | 1976 | Verão   | Carlos Lopes                     | Atletismo           |
| 14 | 1972 | Verão   | Armando Aldegalega               | Atletismo           |
| 13 | 1968 | Verão   | José Manuel Quina                | Vela                |
| 12 | 1964 | Verão   | Fernando Matos                   | Judo                |
| 11 | 1960 | Verão   | Mário Quina                      | Vela                |
| 10 | 1956 | Verão   | Bernardo Almeida                 | Vela                |
| 8  | 1952 | Inverno | Duarte Silva                     | Esqui alpino        |
| 7  | 1948 | Verão   | Joaquim Fiúza                    | Vela                |
| 6  | 1936 | Verão   | Fasette                          |                     |
| 3  | 1924 | Verão   | António Augusto da Silva Martins | Atletismo/tiro      |
| 2  | 1920 | Verão   | António de Menezes               | Esgrima             |
| 1  | 1912 | Verão   | Francisco Lázaro                 | Atletismo           |